# Eddius Stephanus

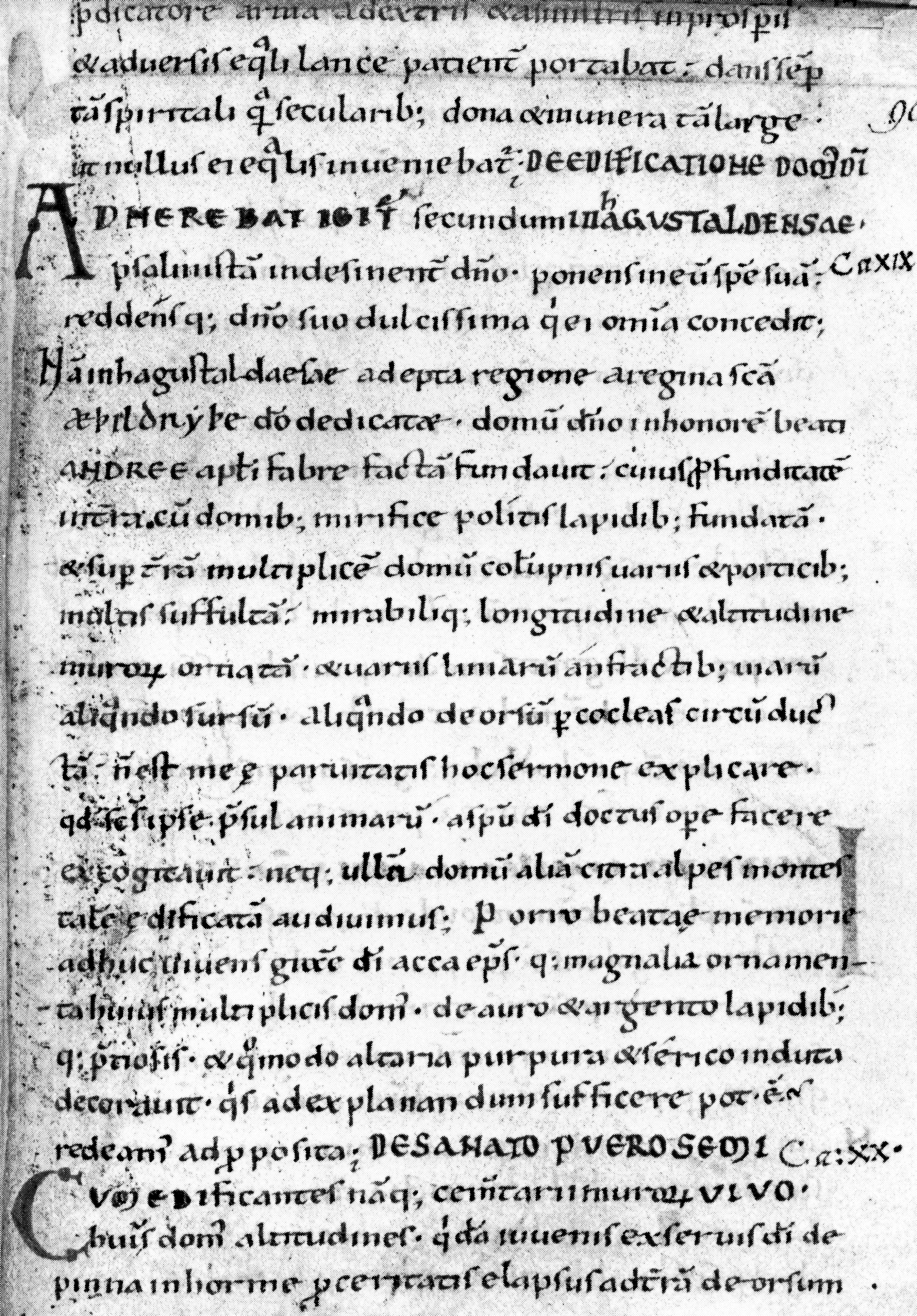
Pagina 11 uit het werk Vita Sancti Wilfrithi

Eddius (Æddi) Stephanus of Stephen of Ripon (eind 7e eeuw/begin 8e eeuw) was de hagiograaf en volgeling van de bisschop Wilfrid van York. Hij schreef de Vita Sancti Wilfrithi, een boekwerk over het leven van Wilfrid.
Er is weinig bekend over het leven van Stephanus. In de Vita Sancti Wilfrithi noemt de schrijver zichzelf 'Stephen, een priester'. De monnik Beda vermeldt dat Wilfrid in 669 de zangleraar Ædde Stephanus uit Kent meenam naar Ripon. Hoewel de schrijver Stephen en de zangleraar Ædde Stephanus over het algemeen als dezelfde persoon worden beschouwd, is hiervoor geen hard bewijs aanwezig. Mocht het echter om dezelfde persoon gaan, dan was Stephanus minstens 20 jaar oud toen hij naar Ripon kwam, en was hij in de 60 toen Wilfrid in 709 n.Chr. overleed.
De Vita Sancti Wilfrithi is kort na het overlijden van Wilfrid door Stephanus geschreven op verzoek van Acca van Hexham. Het is, naast de Historia ecclesiastica gentis Anglorum van Beda, de enige bron over het leven van Wilfrid. Stephanus lijkt een volgeling te zijn geweest van Wilfrid, en hij kon voor het schrijven van de Vita Sancti Wilfrithi terecht bij mensen die Wilfrid persoonlijk kenden. Hij schreef bovendien vanuit het klooster in Ripon en veel monniken daar kenden Wilfrid. Ondanks dat Stephanus dus gebruik kon maken van ooggetuigen en waarschijnlijk ook zelf Wilfrid persoonlijk had gekend, bevat het werk diverse wonderlijke gebeurtenissen en maakte hij gebruik van andermans teksten. Desondanks wijkt het boekwerk af van andere vroegmiddeleeuwse hagiografieën en is het geen aaneenschakeling van door de heilige verrichtte wonderen, maar is het vooral een chronologisch verhaal waarin specifieke namen en gebeurtenissen worden beschreven.
Het is niet bekend wat Stephanus precies wilde bereiken met de Vita Sancti Wilfrithi. Er is door geleerden beweerd dat Stephanus probeerde de verering van Cuthbertus te ondermijnen door hem te vervangen door Wilfrid, maar dat lijkt niet erg waarschijnlijk. Het lijkt logischer dat Stephanus slechts tot doel had om de goedheid en de heiligheid van de populaire Wilfrid te beschrijven; het boek spreekt dan ook uitermate gunstig over Wilfrid en vergelijkt Wilfrid zelfs met Oudtestamentische persoonlijkheden en met de apostel Paulus.
De Vita Sancti Wilfrithi is een van de eerste Angelsaksische verhalen en het oudste dat nog is overgeleverd. Beda maakte duidelijk gebruik van het boek als bron voor zijn eigen werk, alhoewel hij dat zelf nergens heeft erkend.
Belangrijk aan de Vita Sancti Wilfrithi is dat zowel de schrijver als de personen die hij als bron heeft gebruikt, de beschreven gebeurtenissen zelf hebben meegemaakt. Zo geeft Stephanus een andere weergave van de Synode van Whitby dan Beda: Stephanus vermeldt ook politieke factoren die een rol speelden tijdens de synode, terwijl Beda zich concentreert op alleen de religieuze onenigheden.
- Bibsys: 52673
- Bibliothèque nationale de France: cb12072566p (data)
- CiNii: DA06686709
- Gemeinsame Normdatei: 119118378
- International Standard Name Identifier: 0000 0000 7972 1599
- Library of Congress Control Number: n83301790
- Nationale Bibliotheek van Tsjechië: ola20221145703
- Nationale Bibliotheek van Israël: 987007260638505171
- Nederlandse Thesaurus van Auteursnamen: 07149202X
- Réseau des bibliothèques de Suisse occidentale: 02-A000056243
- Système universitaire de documentation: 029009308
- Virtual International Authority File: 25405717